# Leonardo Bedolla
Leonardo Bedolla Torres (nació el 31 de julio de 1993 en Ayutla, Jalisco) es un futbolista mexicano, se desempeña como defensa central.
Actualmente se encuentra sin equipo.

## Trayectoria
Inició su camino en el fútbol en la escuela de preparación de fútbol Morumbi en Guadalajara, Jalisco.
Debutó con los Jaguares de Chiapas en la Primera División de México el 28 de julio del 2012, enfrentando a Club América en el Estadio Azteca, en partido correspondiente a la Jornada 2 del Apertura 2012; los Azulcremas ganaron 4-2 y Bedolla realizó la segunda anotación de los Naranjas.
Al concluir el Clausura 2013, la franquicia de Jaguares fue adquirida por Grupo Delfines; el club fue trasladado a Querétaro y varios futbolistas pasaron a formar parte de los activos del Grupo. Bedolla fue enviado a Delfines Fútbol Club, cuadro filial de los Gallos Blancos en la Liga de Ascenso de México.
De cara al Apertura 2014, llegó a Dorados de Sinaloa. En la Temporada 2015-2016, jugó con el cuadro filial de Xolos en la Segunda División. Firmó con Correcaminos de la UAT en el segundo semestre del 2016.
Fichó con Pioneros de Cancún, de la Segunda División de México en enero del 2017. Para la Temporada 2017-2018 regresó a Chiapas, pero para jugar con Tuxtla F.C., en la Segunda División. Su última Temporada como profesional fue con Cafessa.

### Clubes
| Club                   | País   | Año       |
| ---------------------- | ------ | --------- |
| Jaguares de Chiapas    | México | 2012-2013 |
| Delfines Fútbol Club   | México | 2013-2014 |
| Dorados de Sinaloa     | México | 2014-2015 |
| Club Tijuana           | México | 2015-2016 |
| Correcaminos de la UAT | México | 2016      |
| Pioneros de Cancún     | México | 2017      |
| Tuxtla Fútbol Club     | México | 2017-2019 |
| Cafessa                | México | 2019-2020 |